# Ingeniørforeningen i Danmark
Ingeniørforeningen i Danmark, forkortet IDA er en fagforening og interesseorganisation for højtuddannede med teknologisk, naturvidenskabelig eller IT-baggrund.
I 2024 havde foreningen over 166.000 medlemmer. Organisationen skriver på deres hjemmeside, at IDA arbejder for at sikre viden netværk og interessevaretagelse for en lang række fagligheder, så endnu mere dansk forskning, ingeniørkunst og digital udvikling kommer ud i verden.
IDA organiserer både ansatte, ledere og selvstændige, og tilbyder rådgivning og sparring om fx deres karriere, jobsøgning, løn, juridiske forhold og arbejdsmiljø.  
IDA er også en forening, hvor medlemmerne mødes omkring deres faglige specialer fx it, byggeri, miljø eller ledelse. Medlemmerne mødes også til arrangementer om personlig udvikling eller til social-kulturelle tilbud. Der afholdes årligt ca. 3000 arrangementer i hele landet. Mange af dem er arrangeret af frivillige IDA-medlemmer. Hovedkvarteret ligger på Kalvebod Brygge i København.

## IDAs medlemmer
Ingeniører, naturvidenskabeligt- og digitalt højtuddannede udgør hovedparten af medlemmerne i IDA.
| År   | Medlemstal |
| ---- | ---------- |
| 2002 | 61.136     |
| 2012 | 86.386     |
| 2022 | 147.208    |

### Internationale medlemmer
IDA har 10.400 (7 pct.) engelsksprogede medlemmer, som enten er rekrutteret til Danmark på grund af deres faglighed og uddannelse, eller som har færdiggjort uddannelse i Danmark og valgt at slå sig ned her.
IDA yder samme rådgivning til engelsktalende om f.eks. juridiske forhold, karriere og arbejdsliv, som til danske medlemmer.
IDA afholder også arrangementer på engelsk.

### Yngre Fagligt Forum
I 2011 etablerede Ingeniørforeningen i Danmark Yngre Fagligt Forum (YFF), et tværfagligt forum, som primært henvender sig til de yngre medlemmer i IDA og nyligt dimitterede og studerende, som både kan have en teknisk eller naturvidenskabelig baggrund. YFF’s formål at afholde faglige arrangementer, blandt andet konferencer, kurser, gå hjem-møder, virksomhedsbesøg, studieture, foredrag osv.

## Uddannelser der giver adgang til IDA
En lang række universitetsuddannelser giver mulighed for at blive medlem af IDA. Fælles for dem er, at de ligger inden for det teknologiske (ingeniørmæssige) digitale/it- eller naturvidenskabelige område.
Man kan også blive medlem af IDA med andre universitetsuddannelser, hvis man arbejder i en it-, ingeniør- eller teknologivirksomhed, fx i konsulenthuse, finansielle institutioner og i mange startups
Desuden kan man blive medlem af IDA uden en adgangsgivende uddannelse, hvis man arbejder med et af de tre områder (digitalisering, teknologi og naturvidenskab) på et højt niveau, således at ens kompetencer svarer til en lang videregående uddannelse.

## IDAs historie[7]
Ingeniørforeningen i Danmark, IDA  blev stiftet den 1. januar 1995 ved en fusion mellem de to hidtidige tidligere ingeniørforeninger Dansk Ingeniørforening, stiftet 1892, og Ingeniør-Sammenslutningen, stiftet 1937.
De to ingeniørforeninger adskilte sig især ved, hvilken type ingeniører de optog og dermed hvilke standpunkter, de havde.
Dansk Ingeniørforening, DIF blev oprettet i 1892 som forening for kandidater med uddannelse fra Den polytekniske Læreanstalt – som senere blev til DTU. I 1933 indføres betegnelsen ”civilingeniør” for disse kandidater med en ingeniøruddannelse af mindst 5 års varighed.
Ingeniør-Sammenslutningen, I-S bestod oprindeligt af 3 dimittendforeninger for dimittender for konstruktører og teknikumingeniører. De havde ikke så lang en uddannelse som kollegaerne fra Den polytekniske Læreanstalt, men de havde ofte en mere teknisk eller håndværksmæssig baggrund.
De to foreninger arbejdede tæt sammen på flere punkter og arbejdede langsomt frem mod en fusion. I 1975 fusionerede man de to foreningers medlemsblade til Ingeniøren og i 1976 var fusionen til afstemning i de to foreninger. Men medlemmerne i DIF var ikke klar til en sammenlægning.  
Der kom til at gå 18 år, før begge foreningers medlemmer endeligt stemte ja til en fusion. Året efter afstemningen i 1995 var fusionen en realitet.

### Formænd
Følgende personer har været formænd for foreningen:
- Ole Schiøth, civilingeniør, 1995-1999
- Per Ole Front, civilingeniør, 1999-2004
- Lars Bytoft, diplomingeniør, 2004-2010
- Frida Frost, civilingeniør, 2010-2016
- Thomas Damkjær Petersen, civilingeniør, 2016-2022
- Laura Klitgaard, civilingeniør, 2022-2025

## Organisation
IDA arbejder sideløbende på tre forskellige områder:
- Som fagforening for at sikre et godt arbejdsliv for medlemmer, videre- og efteruddanne flest muligt til at leve op til arbejdsmarkedets behov, sikre juridisk rådgivning og karriererådgivning.
- Som politisk interesseorganisation for at påvirke politikere, erhvervslivet og andre interessenter til at indrette et Danmark, hvor vi sætter viden og uddannelse i højsæde og lytter til eksperterne.
- Som erhverv – IDA Forsikring og IDA Conference er selvstændige virksomheder, der driver forretning sideløbende med Ingeniørforeningen IDA.

### Fagforeningen
En række afdelinger i IDA har direkte kontakt med medlemmerne og betjener dem over en bred pallette i ønsker og udfordringer, der relaterer sig til arbejdslivet.
- IDA hjælper sine faggrupper med at blive organiseret på arbejdspladserne, uddanner tillidsrepræsentanter og bistår i forhandlinger mellem medarbejderforeninger og arbejdsgivere.
- IDAs juridiske afdeling læser ansættelseskontrakter igennem for nyansatte, forhandler fratrædelser for opsagte medlemmer og løfter ansvaret, hvis en strid mellem parter skal for retten.
- IDAs karriererådgivning hjælper medlemmer med at tilrettelægge deres arbejdsliv, så det passer bedst muligt til den enkelte.
- IDAs arbejdslivskonsulenter bistår både medlemmer og virksomheder med IDA-medlemmer i at sikre sunde arbejdsvilkår og –forhold for ansatte.
- IDA Learning samler og sammensætter kurser og efteruddannelser indenfor de områder, hvor IDAs medlemmer arbejder.
- 73 frivillige fagtekniske netværk er organiseret via IDA. De fagtekniske netværk består af frivillige medlemmer, der deler en fælles faglig interesse, og som via IDA sætter sig i kontakt med andre interesserede. Netværkene mødes både om sociale arrangementer og faglige konferencer.
- Allerede i studietiden kan man blive medlem af IDA og få adgang til billige forsikringer, sociale og faglige netværksarrangementer, online workshops til jobsøgning og guides og vejledning til eksamenslæsningen.

#### IDA er en forening med medlemsdemokrati
IDAs Repræsentantskab er foreningens øverste myndighed. Repræsentantskabet består af 65 personer, som er valgt af foreningens stemmeberettigede medlemmer. Kandidatmedlemmerne vælger 61 til Repræsentantskabet og studiemedlemmer vælger 4 til Repræsentantskabet.  
Der er valg til Repræsentantskabet hver 3. år. Repræsentantskabet vælger en hovedbestyrelse, som under ansvar over for Repræsentantskabet varetager foreningens ledelse. Hovedbestyrelsen vælges for 3 år. Medlemmerne af hovedbestyrelsen kan kun genvælges én gang. Repræsentantskabet vælger desuden en formand for 3 år. Genvalg kan ske én gang.
IDA er også rammen om en lang række fagtekniske selskaber, grupperinger og regioner, der alle er drevet af aktive medlemmer i frivillige bestyrelser.

### Som politisk interesseorganisation
IDAs politiske arbejde foregår som forlængelse af repræsentantskabets arbejde. Hvor repræsentantskabet udstikker retningen for arbejdet i IDA, varetager de ansatte i IDAs politiske afdeling arbejdet med at føre beslutningerne ud i livet.
Danmark kæmper sammen med resten af verden om at skabe vækst og job samtidig med, at vi får løst de store samfundsudfordringer, danskerne og resten af verden står over for. Udfordringer inden for fx rent vand, bæredygtige fødevarer, sundhed og velfærd. IDA arbejder på tværs af politiske skel og overbevisninger og driver indsatser såvel lokalt, som nationalt og internationalt.
IDA bidrager med konstruktive løsningsforslag på følgende 6 indsatsområder, hvor inddragelse af IDAs medlemmer udgør en vidensbank:
- Teknologiens stemme – realiserer potentialer i ny teknologi og medtænker etik
- Fremtidens arbejdsliv
- Grøn omstilling og bæredygtig udvikling
- Styrkelse af kompetencer - Livslang læring og ny læringsteknologi
- Fremtidens velstand – satsning på forskning og uddannelse
- Ligestilling – ligeløn og lige muligheder for alle – og et opgør med ubevidst bias

## IDA-koncernen
IDA har også en række helt eller delvist ejede datterselskaber, der er relateret til IDAs kerneområder.
- IDA Forsikring - IDA Forsikring er en medlemsfordel, som giver medlemmer af fagforeningen adgang til nogle af Danmarks billigste forsikringer.
- IDA Conference - IDA Conference ligger i IDA-huset i København og har nogle af Danmarks bedste mødefaciliteter. De bruges både af IDAs mange faglige grupperinger og af alle andre, der ønsker service og kvalitet til både  konferencer, møder, koncerter, julefrokoster eller private fester.
- Teknologiens Mediehus A/S - Udgiver både det brede teknologiske nyhedsmagasin Ingeniøren og ing.dk, IT-mediet Version2.dk, PRO-medier - en række nichemedier samt jobportalen Jobfinder.dk.
- IEF - IEF-Fonden er en forkortelse af Ingeniørernes Efteruddannelses-Fond. IEF-Fonden arbejder for Ingeniørers og cand-scient'ers faglige kompetence og samfundsmæssige forståelse[11].
- Mannaz - Mannaz er et internationalt firma, der udvikler kompetencer hos ledere, projektledere og videnmedarbejdere
- AKA Akademikernes A-kasse - IDA driver ikke sin egen a-kasse, men samarbejder tæt med andre akademikerorganisationer om AKA – Akademikernes A-kasse. IDA er repræsenteret i AKAs bestyrelsebestyrelse.
- P+ og ISP – pensionskasser - IDA anbefaler medlemmerne at tegne pension i en enten P+ eller ISP. IDA er repræsenteret i begge pensionskassers bestyrelser.

## Nationale og internationale organisationer
IDA repræsenterer deres medlemmer i en række nationale og internationale organisationer:

### Nationalt
Nationalt er IDA medlem af hovedorganisationen Akademikerne.

### Internationalt
Internationalt er IDA med i:
- FEANI – sammenslutning af nationale ingeniørorganisationer fra 29 europæiske lande.[12]
- ANE - Association of Nordic Engineers. [13]

## Hæder
IDA kåret til den bedste fagforening i ”Brancheindex Fagforening 2024” fra Loyalty Group fire år i træk fra 2022.

## Æresmedlemmer
Udnævnelser fra før 1995 er overtaget fra Dansk Ingeniørforening.
- Direktør G.A. Hagemann, 1903
- Generaldirektør G.C.C. Ambt, 1915
- Ingeniør Alexander Foss, 1922
- Professor, dr.techn. h.c. A.S. Ostenfeld, 1930
- Telefondirektør, dr.techn. h.c. Fritz Johannsen, 1932
- Professor H. I. Hannover, 1932
- Etatsråd, landinspektør Povl Bentzon, 1942
- Fhv. borgmester, dr.techn. h.c. H.C.V. Møller, 1942
- Fhv. distriktsingeniør August Poulsen, 1942
- Generaldirektør William S. Knudsen, USA, 1945
- Professor Niels Bohr, dr.phil. et sc. et techn., 1945
- Fhv. vanddirektør, civilingeniør Poul Sørensen, 1953
- Civilingeniør Knud Højgaard, 1953
- Fhv. stadsingeniør A.T. Jørgensen, 1964
- Civilingeniør, direktør Jørgen Saxild, 1970
- Civilingeniør P.E. Malmstrøm, 1972
- Civilingeniør R.P. Frydenberg, 1981
- Civilingeniør, dr.phil. et techn. Haldor Topsøe, 1984
- Professor, dr.techn., dr. h.c. Povl Ole Fanger 2005